# قلعة بهستان
قلعة بهستان هي من أهم الأبنية الدفاعية للمحاربين القدماء في جمهورية إيران بمحافظة زنجان، وتُعَد حصناً منيعاً يصعب الصعود إليه حيث كان المحاربون القدماء يدافعون بالقلاع عن نفوسهم ويرمون العدو منها ولا نبالغ ان قلنا ان قلعة بهستان هي الأغرب والأجمل على الإطلاق في إيران، برغم مرور قرون على بنائها فهي تحافظ على بهائها وجمالها حيث يعود تأريخها إلى عهد الأخمينيين.

## موقعها الجغرافي
تقع قلعة بهستان التأريخية في مدينة ماه نشان بمحافظة زنجان في شمال غربي جمهورية إيران، وتبعد هذه القلعة مسافة 12 كيلومتر عن مدينة ماه نشان وقد تم تشييدها في إطار معماري رائع، لذلك ينسبها بعض خبراء الآثار إلى العهد الإخميني. وتقع محافظة زنجان بدورها في الشمال الغربي لهضبة إيران الوسطى، ومركزها هو مدينة زنجان. ان محافظة زنجان لها سبعة أقضية هي: أبهر وايجرود وخدابنده وخرّم دره وزنجان وطارم وماه نشان. المناخ في محافظة زنجان في أيام الشتاء بارد جداً وفي الصيف معتدل. التنوع المناخي في المحافظة تسبّب في ظهور أنواع مختلفة من الحيوانات الضارية والطيور المهاجرة والكائنات المائية، مما يجعل عدداً كبيراً من السياح ومحبي الطبيعة يقصدون المنطقة خاصةً في الأوقات التي يُسمح فيها بصيد الحيوانات. ان أكثر مناطق محافظة زنجان ارتفاعاً  هو مرتفعات «تخت سليمان» (يزيد ارتفاعها عن 3000 متر) وأقلّها ارتفاعاً يقع في «قزل اوزن» في «كيلوان» (أكثر من 300 متر). كما وان تأريخ زنجان يعود إلى أواخر الألفية الثانية قبل الميلاد. ويوجد في محافظة زنجان نوعان من الطقس هما الأجواء الجبلية والأجواء الحارة وشبه الرطبة تتوفر فيها مناظر طبيعية جميلة في الفصول المختلفة بما فيها ينابيع المياه المعدنية العديدة، الأنهار الدائمية والموسمية، الغابات الخضراء والشلالات.

## تأريخ القلعة
تحاذي هذه القلعة ضفاف نهر قزل اوزن وهي تضم العديد من الغرف والممرات والسلالم المتعرجة، ويقول علماء الآثار بأنها شيدت في العهد الإخميني، ويرى بعض العلماء أن تأريخها الحقيقي يعود إلى الحقبة الميدية إذ إن الميديون قد استوطنوا هذه المنطقة وشيدوا القلاع دفاعاً عن أنفسهم قبال هجمات الأعداء. ومن جانب آخر تبين الدراسات التأريخية ان القلعة كانت منذ عهد الأخمينيين وحتی القرن الخامس الهجري يستفاد منها في الدفاع عن المدينة. وعند الدخول إلى القلعة نشاهد ان الطوابق العليا للدفاع والحرب، والسفلى تُستَخدَم كمستودع ذخائر، أي بمعنى ان أرزاق الناس كانت تخزن هناك. تُعتبَر قلعة بهستان من ضمن 20 قلعة تأريخية موجودة في مدينة زنجان والتي بنيت في قلب الجبل وكانت عند تشييدها من أهم الأبنية الدفاعية لدى الحكام.

## أقسام القلعة
بنظرة عابرة يمكن تقسيم بناء القلعة إلى ثلاثة أقسام، الغرف، الممرات، السلالم. في هذه القلعة يتصل البناء الشرقي والغربي الموجود في الأسفل مع البناء الشمالي الموجود في الأعلى بواسطة سلالم مرتبة وبشكل ملفوف على طول الطريق. يوجد على جدران القلعة أجسام مثلثية الشكل كان يستفاد منها لوضع الأعواد للإنارة. في الوقت الحاضر ونتيجة الاندثار لم يوجد من هذه السلالم إلا القليل وغير الصالح للإستعمال. ولكن في البناء الشمالي الغربي للقلعة والذي يُعتبَر من الأماكن التي لم تتعرض للاندثار في قلعة بهستان يمكن مشاهدة السلالم وهي قائمة، يوجد إلى الأعلى من السلالم غرفة بشكل مقوس والتي كانت محراباً لمسجد وتم تشييدها في العصر الإسلامي والذي يدل على استعمال القلعة بعد قرون من تشييدها. يمكن مشاهدة سلالم وبعرض متراً واحداً والتي يُعتبَر بنائها اقتباساً من العمارة الإسلامية.

## طالع ايضاً
- قلعة رودخان
- قلعة ألموت
- قلعة فلك الأفلاك